# Eyectiva velar
La eyectiva velar es un sonido consonántico que se produce mediante una breve expulsión de aire acompañada de una constricción en la parte posterior de la boca, justo detrás del velo del paladar. Este sonido se encuentra en varios idiomas, como el inglés, el navajo y el quechua. En el alfabeto fonético internacional, la eyectiva velar se representa con el símbolo /kʼ/. La letra "k" representa el lugar de articulación (velar), mientras que el apóstrofo indica que se trata de una consonante eyectiva.
La articulación de la eyectiva velar es similar a la de la oclusiva velar sorda /k/, pero con una diferencia importante: después de la constricción en la parte posterior de la boca, se produce una liberación explosiva de aire. Esta liberación se produce debido a una rápida elevación de la glotis, lo que da como resultado un sonido más enfático y distintivo que la oclusiva velar normal.
En inglés, este sonido se encuentra en algunos dialectos en el final de palabras como "book", "back" y "bake". La consonante eyectiva velar no se encuentra en el francés estándar ni en el italiano estándar; sin embargo, sí se encuentra en algunos dialectos regionales de estos idiomas, así como en otros idiomas no europeos como el navajo y el suajili.
En la transcripción fonética, la eyectiva velar se representa con un pequeño apóstrofo encima de la letra "k". También se puede escribir como "k'", "kʼ" o "k!"; sin embargo, el símbolo oficial del alfabeto fonético internacional es el apóstrofo.

## Características
Estas son las características de la consonante oclusiva eyectiva velar:
- Su modo de articulación es oclusivo, es decir, se produce obstruyendo el aire del canal vocal.
- Su punto de articulación es velar, lo que significa que se articula la parte anterior de la lengua (el dorso) contra el paladar blando (o velo).
- Su fonación es sorda, es decir, se produce sin la vibración de las cuerdas vocales.
- Es una consonante oral, lo que significa que el aire se escapa solo por la boca.
- Es una consonante central, lo que significa que se produce al dejar pasar el aire por encima de la lengua, en lugar de por los lados.
- Su mecanismo de flujo de aire es egresivo glotal, lo que significa que se articula empujando el aire por medio de la glotis, en lugar de por los pulmones.

## Lenguas con este sonido
| Lengua           | Lengua                            | Palabra           | IPA             | Significado |
| ---------------- | --------------------------------- | ----------------- | --------------- | ----------- |
| Abjasio          | Abjasio                           | акы/aky           | [akʼə]          | 'uno'       |
| Adigués          | Etnia temirgoy                    | шкӏэ/šč̣ǎ          | [ʃkʼa]ⓘ         | 'becerro'   |
| Adigués          | Dialecto shapsug                  | кӏьэ/č̣yė          | [kʲʼa]ⓘ         | 'cola'      |
| Archi            | Archi                             | кIан/k'an         | [kʼan]          | 'abajo'     |
| Armenio          | Dialecto de Ereván                | կեղծ/kekhts       | [kʼɛʁt͡sʼ]       | 'falso'     |
| Armenio          | Dialecto de Tiflis                | կարմիր/karmir     | [kʼɑɹmiɹ]       | 'rojo'      |
| Cabardiano       | Etnia baslaney                    | кӏьапсэ/kl'apsè   | [kʲʼaːpsa]ⓘ     | 'soga'      |
| Checheno         | Checheno                          | кӀант/khant       | [kʼɑːnt]        | 'muchacho'  |
| Inglés           | Inglés irlandés                   | back              | [bækʼ]          | 'atrás'     |
| Inglés           | Dialectos del norte de Inglaterra | back              | [bækʼ]          | 'atrás'     |
| Inglés           | Dialectos del sur de Inglaterra   | back              | [bækʼ]          | 'atrás'     |
| Inglés           | Inglés de Escocia                 | back              | [bækʼ]          | 'atrás'     |
| Georgiano        | Georgiano                         | კაბა/kʼaba        | [kʼɑbɑ]         | 'vestido'   |
| Haida            | Haida                             | ttsanskkaagid     | [tsʼanskʼaːkit] | 'vigas'     |
| Hausa            | Hausa                             | ƙoƙari            | [kʼòːkʼɐ̄ɾī]     | 'esfuerzo'  |
| Lenguas quechuas | Lenguas quechuas                  | k'aspi            | [kʼaspi]        | 'palo'      |
| Lezgiano         | Lezgiano                          | кIир/k'ir         | [kʼir]          | 'colmillo'  |
| Maya yucateco    | Maya yucateco                     | kʼáakʼ            | [ˈkʼáːkʼ]       | 'fuego'     |
| Navajo           | Navajo                            | k'os              | [k'òs]          | 'nube'      |
| Osetio           | Dialecto ironau                   | къона/khona       | [ˈkʼonä]        | 'hogar'     |
| Osetio           | Dialecto digoronau                | дзæкъолæ/dzækholæ | [d͡zəˈkʼoɫə]     | 'bolsa'     |
| Quiché           | Quiché                            | k'ak'             | [kʼaːkʼ]        | 'nuevo'     |